# Última noche en Milán
Última noche en Milán (L'ultima notte di Amore en italiano) es una película de suspenso y crimen italiana de 2023 escrita y dirigida por Andrea Di Stefano. La película, protagonizada por Pierfrancesco Favino, Linda Caridi, Antonio Gerardi y Francesco Di Leva, narra la historia de Franco Amore, que escribe su discurso de despedida la noche de su jubilación. Sin embargo, esa noche resultará ser la más larga y difícil de toda su vida profesional.
Fue seleccionada para el 73º Festival Internacional de Cine de Berlín en la Gala Especial de la Berlinale, donde tuvo su estreno mundial el 24 de febrero de 2023. Se estrenó en cines el 9 de marzo de 2023. Fue preseleccionada para su presentación a la 96ª edición de los Premios de la Academia como entrada italiana a la mejor película internacional en septiembre de 2023.

## Trama
Ante su jubilación, el policía de Milán Franco Amore escribe su discurso de despedida. Su esposa Viviana y sus amigos preparan una fiesta sorpresa por el inminente retiro del policía. Pero la noche anterior resultará ser la más larga y difícil de toda su vida profesional. De repente, la mujer recibe una llamada que lo cambia todo. El primo calabrés de Viviana abandona la fiesta y se marcha.
Franco, que acaba de regresar a casa, es llamado nuevamente al servicio por su superior. Luego se dirige a la autopista de circunvalación este, donde sucedió algo grave. Descubre que hubo un tiroteo en el que su compañero y amigo Dino fue asesinado. En el enfrentamiento también perdieron la vida dos ciudadanos chinos y dos carabineros. Después de la escena inicial, la narración regresa a una semana antes y explica los acontecimientos que cambiaron la vida de Franco Amore justo cuando estaba a punto de jubilarse.

## Reparto
- Pierfrancesco Favino como Franco Amore
- Linda Caridi como Viviana
- Antonio Gerardi como Cosimo Forcella
- Francesco Di Leva como Dino Ruggeri
- Emiliano Brioschi como Fulvio
- Matilde Vigna como Nureyev
- Camilla Semino Favro como Daria Criscito
- Martin Montero Baez como Ernesto
- Carlo Gallo como Tito Russo
- Mauro Negri como juez de instrucción
- Fabrizio Rocchi como Lupo
- Katia Mironova como Rodica
- Chandra Vivian Perkins como Sharon
- Noemi Bertoldi como Anna
- Wang Fei como Feifei
- Shi Yang Shi como Chun-Ba
- Xu Ruichi como Gang Ma
- Mauro Milone como policía científico

## Producción
El filme se rodó principalmente en Milán.

## Estreno
Última noche en Milán tuvo su estreno mundial el 24 de febrero de 2023 como parte del 73º Festival Internacional de Cine de Berlín, en la Gala Especial de la Berlinale. Se estrenó en cines el 9 de marzo de 2023. Fue invitada al 28º Festival Internacional de Cine de Busan en la sección World Cinema y se proyectó el 7 de octubre de 2023.

## Recepción

### Taquilla
La película recaudó 1 027 372 dólares al momento de su estreno y hacia mayo de 2023, era la undécima película más taquillera de Italia estrenada ese año con una recaudación bruta de 3 503 276 dólares en la taquilla italiana.

### Crítica
En el sitio web agregador de reseñas Rotten Tomatoes, la película tiene un índice de aprobación del 100 % basado en 6 reseñas, con una calificación promedio de 6,8/10.
Vittoria Scarpa, en una reseña para el sitio Cineuropa, elogió la actuación de Pierfrancesco Favino y Linda Caridi: «El talento actoral de Favino es bien conocido, y cabe destacar aquí en particular la actuación de Linda Caridi, que da vida con gracia a un personaje femenino muy complejo y polifacético». Al escribir sobre el director y guionista Andrea Di Stefano, Scarpa afirmó: «[Di Stefano] dirige este thriller/drama con pulso constante, logrando transmitir la cantidad justa de suspenso y tensión subterránea, y con un buen ritmo narrativo, utilizando eficazmente el dispositivo para recrear las mismas escenas desde diferentes puntos de vista». Lee Marshall de ScreenDaily, en una reseña positiva, dijo: «Ha pasado un tiempo desde que vimos un thriller policial italiano con tanto estilo».

### Premios y nominaciones
| Premio                    | Fecha de entrega  | Categoría          | Candidatos        | Resultado | Ref.   |
| ------------------------- | ----------------- | ------------------ | ----------------- | --------- | ------ |
| Premio David di Donatello | 3 de mayo de 2024 | Mejor director     | Andrea Di Stefano | Candidato | [ 11 ] |
| Premio David di Donatello | 3 de mayo de 2024 | Mejor actriz       | Linda Caridi      | Candidata | [ 11 ] |
| Premio David di Donatello | 3 de mayo de 2024 | Mejor banda sonora | Santi Pulvirenti  | Candidato | [ 11 ] |
| Premio David di Donatello | 3 de mayo de 2024 | Mejor montaje      | Giogiò Franchini  | Candidato | [ 11 ] |